# ユーロビジョン・ソング・コンテスト2017
ユーロビジョン・ソング・コンテスト2017こと第62回ユーロビジョン・ソング・コンテスト（英語:Eurovision Song Contest 2017、フランス語:Concours Eurovision de la chanson 2017）は、2017年5月にウクライナのキーウで開催された。前年大会でウクライナ代表のジャマラが優勝したため、今大会はウクライナでの開催となった。会場は 国際エキシビション・センターである。ユーロビジョン・ソング・コンテストがウクライナで開催されるのは、2005年大会以来、2回目のことである。なお、その間にジュニア・ユーロビジョン・ソング・コンテスト2009及びジュニア・ユーロビジョン・ソング・コンテスト2013がウクライナで開催されている。準決勝は5月9日と11日、決勝は13日に行われた。
出場国数は42か国であり、ポルトガルとルーマニアが今大会から復帰した一方、ボスニア・ヘルツェゴビナとロシアは今大会から不参加となった。なお、ロシアは今大会への出場を表明しユーリヤ・サモーイロヴァを今大会の代表として選んでいたが、サモーイロヴァがロシアによるクリミアの併合以降にロシア側からクリミア半島に入境したことがウクライナでは不法入国とみなされ、ウクライナへの入国が禁止されたため、参加できなくなった。

## 開催地

### 会場
会場はウクライナの首都・キーウにある国際エキシビション・センターである。2016年9月9日に、同施設が今大会の会場となる旨発表された。国際エキシビション・センターは1万1千人程度を収用する、キーウで最大の催事会場である。キーウ西部のリボベレジュヌィイ地区に2002年に開設された。

### 開催地の決定
ウクライナ国営放送の副会長であり今大会のウクライナ代表団長を務めるヴィクトリア・ロマノヴァ（Viktoria Romanova）は前年大会でのウクライナの優勝後の2016年5月18日、今大会に向けての最初の会合は6月8日より前に実施し、その中で欧州放送連合とウクライナ国営放送は大会の要領を定め、また実施準備の洗い出しを進めるとした。また、会場は夏の間に決定する旨話した。
ウクライナ国営放送とウクライナ政府は開催地の選定を始めた。選定は次の順序で行われる:
- 6月24日 - 7月8日: 各都市から開催希望を受け付ける
- 7月8日 - 7月15日: ウクライナ国営放送内部に設けられた作業グループと、ウクライナの首相、ヴォロディーミル・フロイスマンを首班とする地元開催委員会により、各開催希望をレビューする
- 7月18日 - 7月22日: それぞれの開催希望地が公式に地元開催委員会に対して開催希望を説明する。この段階で開催候補地を絞り込んだうえで欧州放送連合に提示する。
- 7月22日 - 8月1日: 欧州放送連合と地元開催委員会に対して開催候補地が説明を行う。欧州放送連合と地元開催委員会は開催候補地のインフラ設備や開催希望の履行状況を確認する。

開催地の要件は以下の通りであった:
- 会場は最低でも7千人、理想的には1万人を収用できる屋内施設であること
- 最低1,550人の報道関係者が入れる記者会見場を設けること
- 本大会のほか、最低3,000人が参加できる開会及び閉会のセレモニーを開催できること
- 会場および街の中心に近く、ヨーロッパ水準の品質で適正な料金のホテルがあること。条件に合うホテルの部屋を最低2,000室確保できること。
- 開催地は、出場アーティスト、代表団のメンバー、および観客の安全を確保できること。
- 開催地は、現代的な公共交通が整備されていること。市内交通や各地への交通網のほか、国際空港があり、空港と街やホテルとを結ぶ交通機関が整備されていること。
- 開催地は、もてなしの地としてふさわしく、また独自性、文化的価値、そしてその街およびウクライナとしてのアイデンティティを示せること。

立候補の締め切りである2016年7月8日までに、ドニプロ、ハルキウ、ヘルソン、キーウ、リヴィウ、オデッサの6都市が開催地の候補として名乗り出た。この他に、チェルカースィ、イルピン、ウージュホロド、ヴィーンヌィツャも意欲を示していたが、正式な立候補には至らなかった。
ウクライナ文化大臣のエウヘン・ヌィシチュークは2016年6月30日、ウクライナ国内に適正な会場がないため、新たに建造することを検討すべきであると話した。
7月20日、6つの開催候補地は地元開催委員会に対して、立候補内容の説明を行った。その様子は「都市対決」として生放送され、国営放送のテレビおよびラジオで放送された他、YouTubeにて英語とウクライナ語の放送が行われた。放送ではティムール・ミロシュヌィチェンコが司会を、オレーナ・ゼリチェンコ（Olena Zelinchenko）がラジオ・コメンテーターを務めた。番組では、観客と視聴者が見守る中で各開催候補地の代表が、立候補内容をの説明を行った。
- ドニプロ: ボルィス・フィラートフ（英語版）（市長）
- ハルキウ: イホール・テレホフ（副市長）
- ヘルソン: ヴォロディーミル・ムィコラーイエンコ（市長）
- キーウ: オレクシー・レズニコウ（副市長）
- リヴィウ: アンドリイ・モスカレンコ（副市長）
- オデッサ: パヴロ・ヴーゲルマン（副市長）

地元開催委員会の委員、報道関係者、音楽関係者やファンがこの議論に加わった。
7月22日、ウクライナ国営放送は、ドニプロ、キーウ、オデッサの3都市が選考に残ったと発表した。
7月30日、欧州放送連合は、開催地は「適時」発表されるだろうと述べ、明確な発表期日を示さなかった。総監督のユン・ウラ・サンは、「正しい決定がなされるまで、どうしても時間を要する」と語った。8月10日、ウクライナ国営放送の副会長を務めるオレクサンドル・ハレビンは、開催地はウクライナの独立記念日である8月24日に発表されると話した。その後、開催地の発表は東ヨーロッパ夏時間で8月25日15:00とされたが、その1時間前に更なる延期が通知された。
幾度にも及ぶ発表延期ののち、9月8日にウクライナ政府と地元開催委員会との会合が持たれ、翌日の9月9日13:00の記者会見にて開催地が発表されることとなった。そして最終的に、キーウが開催地、国際エキシビション・センターが会場と発表された。
 †   選出された会場
 ‡   一次通過した会場候補地
| 都市                         | 会場                      | 収容人数 | 備考 |
| ---------------------------- | ------------------------- | --- | --- |
| ドニプロ ‡                   | Meteor Palace of Sports   | 9,500 | スタディオン・メテオやSports Complex Meteorの改修計画を含んでおり、工期は2017年3月までとされた。開催地の発表が4度に渡り延期された後、立候補を取り下げた。 |
| ハルキウ                     | メタリスト・スタジアム    | 40,003 | UEFA EURO 2012のグループBで3試合を開催した。屋根の取り付け等、大規模な改修を要する。                                                                      |
| ヘルソン                     | Concert Hall "Yubileyniy" | 1,600 | 会場の拡張及び改修計画を含んでおり、工期は7～8か月を要する。                                                                                              |
| キーウ †                     |                           | | |
| キーウ・スポーツ宮殿 ‡       | 10,000                    | ユーロビジョン・ソング・コンテスト2005、ジュニア・ユーロビジョン・ソング・コンテスト2009の会場。準備期間中の4月22日-28日に2017年アイスホッケー世界選手権の会場となるため、使用できない。 | |
| 国際エキシビション・センター | 10,073                    | 当初は予備的に会場候補とされた。2016年8月24日に、キーウの会場候補地としてアナウンスされた。                                                                                              | |
| リヴィウ                     | アリーナ・リヴィウ        | 34,915 | UEFA EURO 2012のグループBで3試合を開催した。屋根の取り付けを要する。                                                                                      |
| リヴィウ                     | 未完成の会場              | N/A | 2015年のバスケットボール欧州選手権向けに建造が始まり、進捗率25%程度で建造が止まっている未完成の会場を充てる案があった                                     |
| オデッサ ‡                   | Chornomorets Stadium      | 34,000 | 会場の改修や屋根の取り付けを要する。 |

## 形式

### 初期の日程案
2016年3月14日にストックホルムで各国の代表団の会合が行われた際、2017年大会は5月16日および18日に準決勝、5月20日に決勝とする初期的な日提案が出された。この日程案は、主要なテレビ番組やスポーツイベントとの重複を避けて欧州放送連合が選んだ日程であった。
しかし6月24日、欧州放送連合は日提案を初期のものから1週間前倒しし、5月9日および11日に準決勝、5月13日に決勝と定めた。これは、クリミア・タタール人追放の追憶記念日が5月18日であるため、日程を変えるようウクライナ国営放送から要請があったものであった。ただしこの日程は、UEFAチャンピオンズリーグ 2016-17およびUEFAヨーロッパリーグ 2016-17と重複している。

### 準決勝の組分け
2017年1月31日、ティムール・ミロシュヌィチェンコとニカ・コンスタンチノヴァ（Nika Konstantinova）が司会を務める中、出場各国が準決勝1あるいは準決勝2のどちらに参加するかが決定された。まず、出場国のうち準決勝を免除される6か国（主催国であるウクライナ、ならびに「Big 5」諸国）を除いた37か国は、過去の投票傾向をもとに6組に分けられた。この方法は、特定の国々が互いに投票し合う「ブロック投票」の影響力を下げ、全ての国に決勝への進出の機会を与えるためのものである。
| 1組                                                                                      | 2組                                                                                 | 3組                                                                             |
| ---------------------------------------------------------------------------------------- | ----------------------------------------------------------------------------------- | ------------------------------------------------------------------------------- |
| - アルバニア - クロアチア - 北マケドニア - モンテネグロ - セルビア - スロベニア - スイス | - デンマーク - エストニア - フィンランド - アイスランド - ノルウェー - スウェーデン | - アルメニア - アゼルバイジャン - ベラルーシ - ジョージア - イスラエル - ロシア |
| 4組                                                                                      | 5組                                                                                 | 6組                                                                             |
| - ブルガリア - キプロス - ギリシャ - ハンガリー - モルドバ - ルーマニア                  | - オーストラリア - オーストリア - チェコ - マルタ - ポルトガル - サンマリノ         | - ベルギー - アイルランド - ラトビア - リトアニア - オランダ - ポーランド       |

### デザイン
2017年1月30日、2017年大会のテーマは「Celebrate Diversity」（多様性の祝福）となったことが明かされた。ユン・ウラ・サンは、「多様性の祝福は、ユーロビジョンの価値観の核心である。ユーロビジョンは万人に開かれ、ヨーロッパの全ての国のものであり、そしてなにより、我々の同じところ、違うところそれぞれを、ともに祝福するものである。」と述べた。大会のロゴおよび視覚デザインはビーズをかたどったもので、ウクライナの伝統的な装飾具をイメージしたものである。

### 司会
2017年2月27日、舞台上で司会を務めるのはオレクサンドル・スキチコ、ヴォロディームィル・オスタプチュークの2人、そして「グリーンルーム」（出場者控室）を担当するのはティムール・ミロシュヌィチェンコであることが発表された。ユーロビジョン・ソング・コンテストの司会が男性ばかり3人というのは史上初めてのことであり、また女性の司会が1人もいないのは1956年大会以来のことである。ミロシュヌィチェンコは過去にジュニア・ユーロビジョン・ソング・コンテスト2009およびジュニア・ユーロビジョン・ソング・コンテスト2013の司会経験がある。

### emoji
2017年4月30日、ユーロビジョン・ネットワークおよびTwitterのスタッフからなるチームにより、3つのemoji（絵文字）が公開された。Twitter上で、ハッシュタグ「#ESC2017」および「#Eurovision」を使用するとユーロビジョンのハート型のロゴが、「#12Points」および「#douzepoints」を使用すると優勝トロフィーが、「#CelebrateDiversity」を使用すると2017年大会のロゴが表示される。

## 出場国

準決勝1に参加
準決勝1で投票
準決勝2に参加
準決勝2で投票

2016年10月31日、欧州放送連合は43か国が今大会に出場すると発表した。43か国の出場は2008、2011と並んで過去最多であり、前年大会には出場していなかったポルトガル、ルーマニアが今大会に復帰する一方、ボスニア・ヘルツェゴビナは資金面から不参加となった。ロシアはユーリヤ・サモーイロヴァを今大会の代表として選んでいたが、サモーイロヴァがロシアによるクリミア・セヴァストポリの編入以降にロシア側からクリミア半島に入境したことがウクライナでは不法入国とみなされ、ウクライナへの入国が禁止されたため、2017年4月13日に不参加を表明した。この結果、最終的に今大会に出場するのは42か国となった。

### 再出場のアーティスト
オランダ代表のオージーンは、ジュニア・ユーロビジョン・ソング・コンテスト2007に同国代表として出場し、「Adem in」を歌った。
イスラエル代表のImri Zivは、2015のNadav Guedj及び2016のHovi Starのバックヴォーカルとしてユーロビジョンのステージに立った
スロベニア代表のオマル・ナベルは、2005でも同国代表を務め、「Stop」を歌った。
モルドバのサンストローク・プロジェクトは2010にてオリア・ティラとともに同国代表として出場し、「Run Away」を歌った。
セルビアのティヤナ・ボギチェヴィッチは、2011にてニーナ・ラドイチッチのバックヴォーカルを務めた。
エストニアのコイト・トーメとラウラ・ポルドヴェレは、それぞれユーロビジョンの参加歴がある。コイト・トーメは1998の同国代表として単独で出場して「Mere lapsed」を歌っており、またラウラ・ポルドヴェレはサントライブの一員として2005に出場して「Let's Get Loud」を歌った。
サンマリノのヴァレンティーナ・モネッタは2012、2013、2014に次ぐ4度目の出場であるが、今回はジミー・ウィルソンとの共演である。

## 結果

### 準決勝1
18か国が準決勝1に出場し、これに加えてイタリア、スペイン、イギリスの21か国が準決勝1を自国向けに中継し、投票に参加する。
| 登場順 | 国               | アーティスト                 | 楽曲            | 言語         | 順位 | 得点 | 得点   | 得点   |
| 登場順 | 国               | アーティスト                 | 楽曲            | 言語         | 順位 | 合計 | 審査員 | 視聴者 |
| ------ | ---------------- | ---------------------------- | --------------- | ------------ | ---- | ---- | ------ | ------ |
| 01     | スウェーデン     | ロビン・ベントッソン         | I Can't Go On   | 英語         | 3    | 227  | 124    | 103    |
| 02     | ジョージア       | タマ・ガチェチラゼ           | Keep the Faith  | 英語         | 11   | 99   | 62     | 37     |
| 03     | オーストラリア   | イザイア・ファイアブレイス   | Don't Come Easy | 英語         | 6    | 160  | 139    | 21     |
| 04     | アルバニア       | リンディータ・ハリミ         | World           | 英語         | 14   | 76   | 38     | 38     |
| 05     | ベルギー         | ブランシュ                   | City Lights     | 英語         | 4    | 165  | 40     | 125    |
| 06     | モンテネグロ     | スラヴコ・カレジッチ         | Space           | 英語         | 16   | 56   | 17     | 39     |
| 07     | フィンランド     | ノーマ・ジョン               | Blackbird       | 英語         | 12   | 92   | 41     | 51     |
| 08     | アゼルバイジャン | ディアナ・ハジイェヴァ       | Skeletons       | 英語         | 8    | 150  | 87     | 63     |
| 09     | ポルトガル       | サルヴァドール・ソブラル     | Amar Pelos Dois | ポルトガル語 | 1    | 370  | 173    | 197    |
| 10     | ギリシャ         | ディミトラ・パパデア         | This Is Love    | 英語         | 10   | 115  | 61     | 54     |
| 11     | ポーランド       | カーシャ・モシュ             | Flashlight      | 英語         | 9    | 119  | 50     | 69     |
| 12     | モルドバ         | サンストローク・プロジェクト | Hey, Mamma!     | 英語         | 2    | 291  | 111    | 180    |
| 13     | アイスランド     | スヴァーラ                   | Paper           | 英語         | 15   | 60   | 29     | 31     |
| 14     | チェコ           | マルティナ・バールタ         | My Turn         | 英語         | 13   | 83   | 81     | 2      |
| 15     | キプロス         | ホーヴィグ・デミルジャン     | Gravity         | 英語         | 5    | 164  | 61     | 103    |
| 16     | アルメニア       | アルツヴィク                 | Fly with Me     | 英語         | 7    | 152  | 87     | 65     |
| 17     | スロベニア       | オマル・ナベル               | On My Way       | 英語         | 17   | 36   | 16     | 20     |
| 18     | ラトビア         | トリアーナ・パーク           | Line            | 英語         | 18   | 21   | 1      | 20     |

### 準決勝2
18か国が準決勝1に出場し、これに加えてフランス、ドイツ、ウクライナの21か国が準決勝1を自国向けに中継し、投票に参加する。ロシアは当初、準決勝2の3番目に出場する予定であったが、直前で不参加となったため、それ以降の登場順が繰り上がっている。
| 登場順 | 国           | アーティスト                                    | 楽曲                   | 言語             | 順位 | 得点 | 得点   | 得点   |
| 登場順 | 国           | アーティスト                                    | 楽曲                   | 言語             | 順位 | 合計 | 審査員 | 視聴者 |
| ------ | ------------ | ----------------------------------------------- | ---------------------- | ---------------- | ---- | ---- | ------ | ------ |
| 01     | セルビア     | ティヤナ・ボギチェヴィッチ                      | In Too Deep            | 英語             | 11   | 98   | 53     | 45     |
| 02     | オーストリア | ナタン・トレント                                | Running on Air         | 英語             | 7    | 147  | 115    | 32     |
| 03     | 北マケドニア | ヤナ・ブルチェスカ                              | Dance Alone            | 英語             | 15   | 69   | 29     | 40     |
| 04     | マルタ       | クラウディア・ファニエッロ                      | Breathlessly           | 英語             | 16   | 55   | 55     | 0      |
| 05     | ルーマニア   | イリンカ・バチラ、アレックス・フローリャ        | Yodel It!              | 英語             | 6    | 174  | 26     | 148    |
| 06     | オランダ     | O'G3NE                                          | Lights and Shadows     | 英語             | 4    | 200  | 149    | 51     |
| 07     | ハンガリー   | パーパイ・ヨツィ                                | Origo                  | ハンガリー語     | 2    | 231  | 66     | 165    |
| 08     | デンマーク   | アニャ・ニッセン                                | Where I Am             | 英語             | 10   | 101  | 96     | 5      |
| 09     | アイルランド | ブレンダン・マリー                              | Dying to Try           | 英語             | 13   | 86   | 45     | 41     |
| 10     | サンマリノ   | ヴァレンティーナ・モネッタ & ジミー・ウィルソン | Spirit of the Night    | 英語             | 18   | 1    | 0      | 1      |
| 11     | クロアチア   | ジャック・ホウデク                              | My Friend              | 英語、イタリア語 | 8    | 141  | 37     | 104    |
| 12     | ノルウェー   | JOWST                                           | Grab the Moment        | 英語             | 5    | 189  | 137    | 52     |
| 13     | スイス       | タイムベル                                      | Apollo                 | 英語             | 12   | 97   | 48     | 49     |
| 14     | ベラルーシ   | NAVI                                            | Historyja majho žyccia | ベラルーシ語     | 9    | 110  | 55     | 55     |
| 15     | ブルガリア   | クリスティヤン・コストフ                        | Beautiful Mess         | 英語             | 1    | 403  | 199    | 204    |
| 16     | リトアニア   | Fusedmarc                                       | Rain of Revolution     | 英語             | 17   | 42   | 17     | 25     |
| 17     | エストニア   | コイト・トーメ & ラウラ・ポルドヴェレ           | Verona                 | 英語             | 14   | 85   | 16     | 69     |
| 18     | イスラエル   | イムリ・ジヴ                                    | I Feel Alive           | 英語             | 3    | 207  | 75     | 132    |

### 決勝
| 登場順 | 国               | アーティスト                             | 楽曲                   | 言語             | 順位 | 得点 | 得点   | 得点   |
| 登場順 | 国               | アーティスト                             | 楽曲                   | 言語             | 順位 | 合計 | 審査員 | 視聴者 |
| ------ | ---------------- | ---------------------------------------- | ---------------------- | ---------------- | ---- | ---- | ------ | ------ |
| 01     | イスラエル       | イムリ・ジヴ                             | I Feel Alive           | 英語             | 23   | 39   | 34     | 5      |
| 02     | ポーランド       | カーシャ・モシュ                         | Flashlight             | 英語             | 22   | 64   | 23     | 41     |
| 03     | ベラルーシ       | NAVI                                     | Historyja majho žyccia | ベラルーシ語     | 17   | 83   | 50     | 33     |
| 04     | オーストリア     | ナタン・トレント                         | Running on Air         | 英語             | 16   | 93   | 93     | 0      |
| 05     | アルメニア       | アルツヴィク                             | Fly with Me            | 英語             | 18   | 79   | 58     | 21     |
| 06     | オランダ         | O'G3NE                                   | Lights and Shadows     | 英語             | 11   | 150  | 135    | 15     |
| 07     | モルドバ         | サンストローク・プロジェクト             | Hey, Mamma!            | 英語             | 3    | 374  | 110    | 264    |
| 08     | ハンガリー       | パーパイ・ヨツィ                         | Origo                  | ハンガリー語     | 8    | 200  | 48     | 152    |
| 09     | イタリア         | フランチェスコ・ガッバーニ               | Occidentali's Karma    | イタリア語       | 6    | 334  | 126    | 208    |
| 10     | デンマーク       | アニャ・ニッセン                         | Where I Am             | 英語             | 20   | 77   | 69     | 8      |
| 11     | ポルトガル       | サルヴァドール・ソブラル                 | Amar Pelos Dois        | ポルトガル語     | 1    | 758  | 382    | 376    |
| 12     | アゼルバイジャン | ディアナ・ハジイェヴァ                   | Skeletons              | 英語             | 14   | 120  | 78     | 42     |
| 13     | クロアチア       | ジャック・ホウデク                       | My Friend              | 英語、イタリア語 | 13   | 128  | 25     | 103    |
| 14     | オーストラリア   | イザイア・ファイアブレイス               | Don't Come Easy        | 英語             | 9    | 173  | 171    | 2      |
| 15     | ギリシャ         | ディミトラ・パパデア                     | This Is Love           | 英語             | 19   | 77   | 48     | 29     |
| 16     | スペイン         | マネル・ナバーロ                         | Do It for Your Lover   | スペイン語、英語 | 26   | 5    | 0      | 5      |
| 17     | ノルウェー       | JOWST5                                   | Grab the Moment5       | 英語             | 10   | 158  | 129    | 29     |
| 18     | イギリス         | ルーシー・ジョーンズ                     | Never Give Up on You   | 英語             | 15   | 111  | 99     | 12     |
| 19     | キプロス         | ホーヴィグ・デミルジャン                 | Gravity                | 英語             | 21   | 68   | 36     | 32     |
| 20     | ルーマニア       | イリンカ・バチラ、アレックス・フローリャ | Yodel It!              | 英語             | 7    | 282  | 58     | 224    |
| 21     | ドイツ           | イザベラ・ルーエン                       | Perfect Life           | 英語             | 25   | 6    | 3      | 3      |
| 22     | ウクライナ       | オトルヴァルト                           | Time                   | 英語             | 24   | 36   | 12     | 24     |
| 23     | ベルギー         | ブランシュ                               | City Lights            | 英語             | 4    | 363  | 108    | 255    |
| 24     | スウェーデン     | ロビン・ベントッソン                     | I Can't Go On          | 英語             | 5    | 344  | 218    | 126    |
| 25     | ブルガリア       | クリスティヤン・コストフ                 | Beautiful Mess         | 英語             | 2    | 615  | 278    | 337    |
| 26     | フランス         | アレクザンドラ・マケ                     | Requiem                | フランス語、英語 | 12   | 135  | 45     | 90     |